# Perth Mint

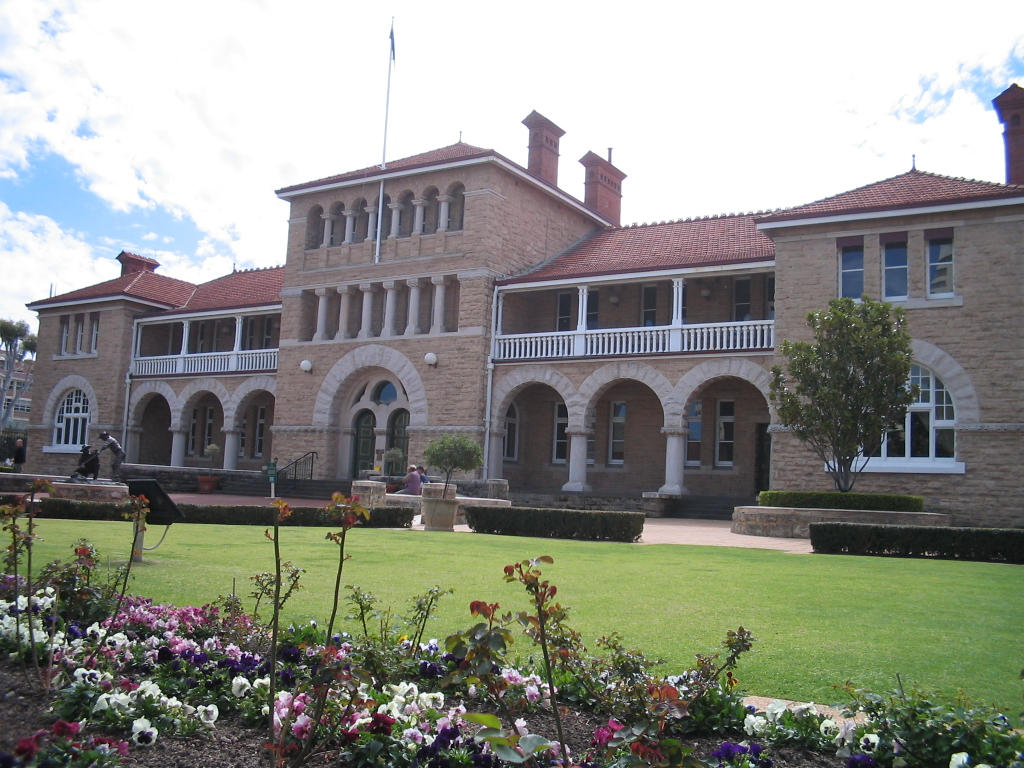
Hauptsitz

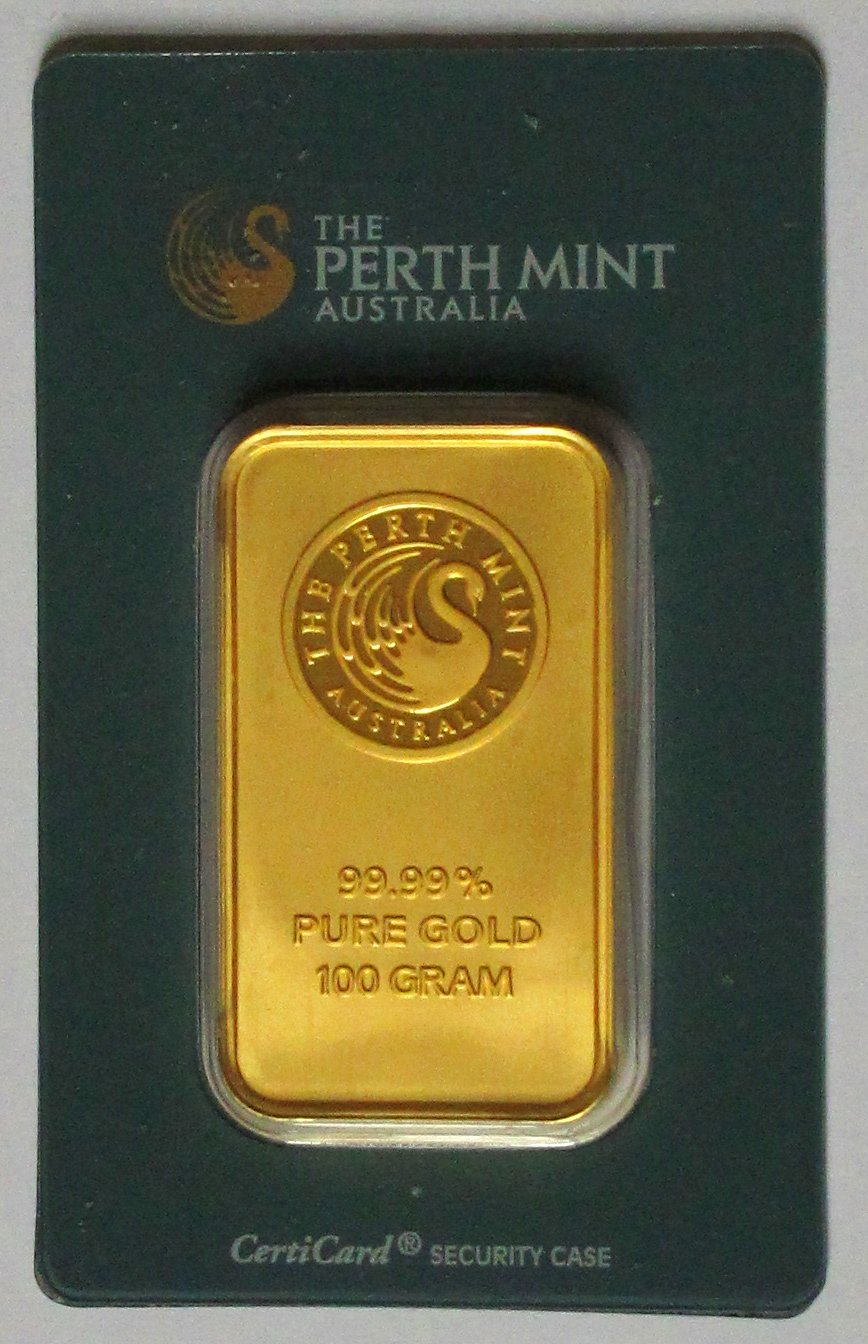
Goldbarren aus der Perth Mint

Die Perth Mint ist die älteste und in Betrieb befindliche Münzprägeanstalt in Australien in der Stadt Perth. Im Jahr 1896 erfolgte die Grundsteinlegung durch Sir John Forrest, im Jahr 1899 erfolgte die Betriebsaufnahme als Abteilung der Royal Mint aus London.
Die Perth Mint betreibt eine eigene Goldschmiede und Raffination und stellt heute verschiedene Produkte aus Edelmetallen wie Gold, Silber, Platin und Palladium her. Dazu zählten und zählen unter anderem Sovereign, die Lunar-Serien in Gold und Silber, die Silbermünze Kookaburra, die Platinmünze Koala und Goldbarren. Die Perth Mint blieb bis 1. Juli 1970 unter britischen Recht, danach wurde sie rechtlicher Teil des Government of Western Australia. Sie ist im Besitz der Gold Corporation, welche sich zu 100 % im Staatsbesitz befindet.
Bis zum Jahr 2000 wurde in der Münzprägeanstalt in Summe 4500 Tonnen Gold verarbeitet. Dies entspricht etwa 3,25 % der gesamten, weltweit verarbeiteten Goldmenge. Bis zum Jahr 1983 wurden in der Münzprägeanstalt auch Kursmünzen geprägt.
Die Perth Mint prägt lediglich Anlagemünzen, gießt aber auch Barren und fertigt Edelmetall-Schmuckstücke. Die Prägung von Umlaufmünzen erfolgt durch die Royal Australian Mint, die ebenfalls Anlagemünzen prägen darf. Gleichwohl sind beide Münzsorten australische gesetzliche Zahlungsmittel und tragen somit das Bildnis von Königin Elisabeth II.

## Größte Goldmünze der Welt
Im Oktober 2011 stellte die Perth Mint die bisher größte und schwerste Goldmünze her und überbot damit den bisherigen Rekord der Royal Canadian Mint (Big Maple Leaf). Die Münze weist einen Durchmesser von fast 80 cm sowie eine Dicke von über 12 cm auf, wiegt rund 1012 kg (1,012 Tonnen) und besteht aus 24 Karat Gold (99,99 %). Die Münze zeigt auf einer Seite ein Rotes Riesenkänguru und auf der anderen Seite ein Porträt von Queen Elizabeth II. Die Münze ist in Australien gesetzliches Zahlungsmittel mit einem Nennwert von 1 Million Australische Dollar. Der Goldwert betrug zum Prägezeitpunkt allerdings 53,5 Millionen Australische Dollar.